# Stenern
Stenern ist ein Stadtteil der Stadt Bocholt im Kreis Borken. Der Stadtteil hatte am 31. Dezember 2017 6.625 Einwohner.

## Lage
Stenern liegt nordöstlich des Stadtzentrums zwischen dem Stadtviertel Hohe Giethorst und dem Stadtteil Barlo.
Das Bocholter Krankenhaus wurde auch hier errichtet.

## Geschichte
Am 1. Januar 1975 wurde Stenern in die Stadt Bocholt eingegliedert. Zuvor war Stenern eine Gemeinde im Amt Liedern-Werth gewesen.

## Bebauung
Hinter Biemenhorst ist Stenern nach Einwohnern der zweitgrößte Stadtteil Bocholts. Rund 4500 Menschen leben zwischen der Innenstadt und dem Holtwicker Bach vornehmlich in Einfamilien- und Doppelhäusern. Nur vereinzelt sind Mehrfamilienhäuser errichtet worden. Nach der Gemeindereform in den siebziger Jahren wurde das Bocholter St.-Agnes-Hospital aus dem Stadtkern nach Stenern verlegt. Inzwischen bildet es den Mittelpunkt der Siedlung und wird von drei Seiten durch Wohnbebauung begrenzt. Das noch unbebaute Areal am Barloer Weg wird in den nächsten Jahren durch eine große Wohnsiedlung und das Nahversorgungszentrum Stenern/Giethorst neu gestaltet. Zudem ist hier eine Erweiterungsfläche für das Krankenhaus vorgesehen.

## Verkehr
Die Adenauerallee und der Barloer Weg verbinden den Stadtkern mit Stenern. Die Linie C1 der Stadtbus Bocholt GmbH stellt den öffentlichen Nahverkehr sicher und pendelt halbstündlich zwischen dem Krankenhaus und dem Europaplatz.
Aktuell wird im Stadtrat über die Planung des Bocholter Nordrings diskutiert. Er würde eine schnellere Verbindung Stenerns an die Bundesstraßen 67 und 473 gewährleisten und zudem die Innenstadt vom Verkehr entlasten. Vermutlich wird zuerst nur ein Teilstück zwischen Barloer und Burloer Weg realisiert.

## Sport
Die DJK TuS Stenern bietet den Bewohnern der nördlichen Stadtteile Bocholts die Möglichkeit Vereinssport auszuüben. Da die Mitgliederzahl stetig wächst, wird in diesem Jahr das gesamte Vereinsgelände an einem neuen Standort, dem sogenannten Sportpark Hünting, neu errichtet.

## Söhne und Töchter des Ortes
- Benjamin Henrichs (* 1997), deutsch-ghanaischer Fußballspieler
- Ana Cristina Oliveira Leite (* 1991), portugiesisch-deutsche Fußballnationalspielerin und Bundesligaspielerin